# Guitar synth
In musica, l'espressione guitar synth indica un sintetizzatore musicale predisposto per essere controllato da una chitarra, normalmente (ma non necessariamente) dotata di una uscita MIDI. Questo tipo di unità può essere paragonato a un banco di effetti per chitarra; a differenza di quanto avviene con un banco di effetti tradizionali, tuttavia, il suono uscente non è (necessariamente) ottenuto a partire dal suono originale (modificandone la forma d'onda) ma viene sintetizzato (in parte o in tutto) dal guitar synth stesso. In effetti, dunque, l'analogia più stretta è quella con un sintetizzatore tradizionale, in cui la chitarra sostituisce la tastiera. Il primo modello fu il GR-500 della Roland, lanciato sul mercato nel 1977.
Poiché l'espressione inglese guitar synth non è altro che la giustapposizione delle parole chitarra e sintetizzatore, essa viene anche talvolta utilizzata per indicare prodotti software o sintetizzatori in grado di riprodurre il suono di una chitarra.